# ピヨトル・ノバコフスキ
ピヨトル・ノバコフスキ（ポーランド語: Piotr Nowakowski, 1987年12月18日 - ）は、ポーランドの男子バレーボール選手。

## 来歴
2009年、ポーランド代表として欧州選手権のメンバーに選出されると、2010年に世界選手権のメンバーにも選出され、そして、2012年にロンドンオリンピックに出場した。
2015年、2014-15欧州チャンピオンズリーグでレソヴィアの準優勝に貢献し、自身もベストミドルブロッカーを受賞した。2016年、リオデジャネイロオリンピックに出場した。
2018年、世界選手権でポーランド代表の金メダルに貢献し、自身もベストミドルブロッカーを受賞した。2021年、東京オリンピックに出場した。

## 球歴
- ポーランド代表
  - オリンピック - 2012ロンドン、2016リオデジャネイロ、2020東京
  - 世界選手権 - 2010年、2014年、2018年
  - ネーションズリーグ - 2018年、2019年、2021年
  - 欧州選手権 - 2009、2011、2013、2015年、2019年、2021年
  - ワールドカップ - 2011年、2015年
  - ワールドリーグ - 2008-2016年

## 所属クラブ
- AZSチェンストホヴァ (pl) （2006-2011年）
- アセコ・レソヴィア (pl) （2011-2017年）
- トレフル グダニスク (pl) （2017-2019年）
- プロジェクト・ワルシャワ (pl) （2019年-）

## 受賞歴
- 2015年 - 欧州チャンピオンズリーグ - ベストミドルブロッカー
- 2018年 - 世界選手権 - ベストミドルブロッカー
- 2021年 - 欧州選手権 - ベストミドルブロッカー